# Teoría de la construcción de la tercera cultura
La teoría de la construcción de la tercera cultura, término acuñado por Fred L. Casmir, plantea la necesidad de que de forma cooperativa se construyan unas terceras culturas que permitan una comunicación intercultural más efectiva.
Este modelo se emmarca dentro de las teorías basadas en el proceso comunicativo.
La finalidad de esta teoría es la mutua aceptación entre las distintas culturas que están en interacción para dar lugar a la construcción de la tercera-cultura.
Las aproximaciones que el autor considera más importantes para una aproximación a la teoría son la Escuela de Palo Alto y el interaccionismo simbólico.
Casmir propone tres modelos para el proceso de la construcción:

## Modelos
- Modelo 1: Ciclo de actuación en la construcción individual de la Tercera-Cultura

Se centra en la persona individual. A partir de la experiencia surgen necesidades que van a promover la comunicación con un interlocutor, de la cual surgirá la interdependencia a la vez que se alimenta la experiencia de la persona con la cual se inicia un nuevo ciclo.
- Modelo 2: Construcción de la Tercera

Dos o más personas de distintas culturas tienen un contacto inicial. La persona A percibe B y se presenta, luego buscará información sobre B, y ésta hará lo mismo. Seguidamente A y B analizaran su propia cultura y empiezan a reemplazar algunas actitudes, costumbres, valores... y a modificar otras para parecerse. A y B integraran nuevas o revisadas actitudes, costumbres y valores en una nueva estructura. Finalmente A y B renegocian sus relaciones a la luz de las cambiantes circunstancias y contextos, y algunos de estos aspectos renegociados de la relación, se convertirán.
- Modelo 3: Ciclo de la actuación individual y la construcción de la Tercera-Cultura

En este modelo se relacionan los dos modelos anteriores. Aquí, gracias a la comunicación entre A y B, éstos comparten sus experiencias y necesidades, de aquí se producirá la interdependencia que permitirá la construcción de la Tercera-Cultura.